# A State of Trance 2009
A State of Trance 2009 je šestá kompilace trancové hudby od různých autorů v sérii A State of Trance, kterou poskládal a zamixoval nizozemský DJ Armin van Buuren.
Digitální verze tohoto alba na stažení obsahuje jak jednotlivé skladby, tak kompletní mix, pro oba disky.

## Seznam skladeb
- Disk 1: On the Beach

1. John O'Callaghan feat. Lo-Fi Sugar – Never Fade Away (Andy Duguid Mix – On the Beach Intro Edit) (4:07)
2. Sunlounger feat. Kyler England – Change Your Mind (Myon and Shane 54 Remix) (3:52)
3. M6 – Paradise Lost (4:10)
4. Ron Hagen & Pascal M – Riddles in the Sand (3:58)
5. Mat Zo – The Fractal Universe (4:08)
6. The Blizzard with Gåte – Iselilja (Sunn Jellie & The Blizzard Dub Remix) (4:09)
7. Monogato – Miami Vibe (Omnia Remix) (4:05)
8. Josh Gabriel presents Winter Kills – Deep Down (4:31)
9. Myon and Shane 54 feat. Aruna – Helpless (Monster Mix) (4:09)
10. tyDi feat. Audrey Gallagher – You Walk Away (4:09)
11. Andy Moor & Ashley Wallbridge feat. Meighan Nealon – Faces (4:05)
12. Rex Mundi feat. Susana – Nothing At All (4:05)
13. Jerome Isma-Ae – Shaguar (4:09)
14. Dash Berlin with Cerf, Mitiska & Jaren – Man on the Run (Nic Chagall Remix) (3:45)

- Disk 2: In the Club

1. John O'Callaghan feat. Sarah Howells – Find Yourself (Cosmic Gate Remix) (4:05)
2. Fabio XB & Ronnie Play feat. Gabriel Cage – Inside of You (Cosmic Gate Remix) (4:12)
3. Gaia – Tuvan (3:39)
4. Michael Tsukerman – Sivan (4:12)
5. Cressida – Onyric (Stoneface & Terminal Remix) (4:08)
6. Claudia Cazacu feat. Audrey Gallagher – Freefalling (3:08)
7. Aly & Fila – Rosaires (3:47)
8. Alex M.O.R.P.H. feat. Ana Criado – Sunset Boulevard (3:41)
9. Signum – Addicted (4:02)
10. Robert Nickson – Circles (Andy Blueman Remix) (4:01)
11. Thomas Bronzwaer – Look Ahead (3:45)
12. Neptune Project – Aztec (4:18)
13. Phuture Sound feat. Angie – Come to Me (ASOT 2009 Reconstruction) (4:12)
14. Dreastic – Blade Runner (3:39)
15. 3rd Moon – Monsun (3:28)